# Lassonde
Lassonde Inc. (рус. Лассо́нд) — квебекская продовольственная компания, расположенная в Ружмоне в Монтережи.

## Сфера деятельности
Industries Lassonde производит и выпускает в продажу широкий спектр фруктовых и овощных напитков, соусов и бульонов для фондю.
Оно также производит и выпускает в продажу и другие специальные продовольственные товары, в том числе консервированную кукурузу в початках, маринады для мяса, соусы для жаренья на гриле, бобы для позднего завтрака, соусы для макаронных изделий, тапенады и гарниры для брускетты.
Также, предприятие разливает и выпускает в продажу вина, импортированные из разных стран.

## История
В июне 2011 Lassonde за 390 миллионов USD приобрела Clement Pappas and Company. По завершении сделки в августе 2011 Lassonde будет принадлежать 71 % акций, семье Лассондов - 10 %, а семье Паппасов - 19 % акций их компании.